# 嶋田洋一郎
嶋田 洋一郎（しまだ よういちろう、1955年－）は、日本のドイツ文学者である。九州大学比較社会文化研究院教授。日本ヘルダー学会理事。

## 学歴・研究歴
- 1980年　上智大学文学部ドイツ文学科卒業
- 1982年　上智大学大学院文学研究科ドイツ文学専攻修士課程修了
- 1986年　上智大学大学院文学研究科ドイツ文学専攻博士課程単位取得満期退学
- 1988年　九州大学言語文化部講師に就任。
- 1996年から1997年まで、ルール大学ボーフムにおいて研究活動を行う。

## 研究分野
ドイツ文学・文化史学・翻訳論などを専攻。18世紀ドイツの思想家ヨハン・ゴットフリート・ヘルダーを中心に、ドイツの啓蒙主義を当時のヨーロッパ思想との関連から研究している。
また、ヘルダーの『民謡集』を中心として、西洋における民衆歌謡の成立や、日本における西洋音楽受容に関する研究も行っている。

## 著書
- 『ヘルダー論集』花書院、2007年

共著
- 『ドイツ 言語文化と社会‐作家・思想家たちの軌跡』中谷彰,岩本忠夫,山口泰代,松川弘, 西田知子,山本洋一共著、北樹出版、1994年

### 翻訳
- ゲーテ『色彩論 完訳版』南大路振一、中島芳郎共訳　工作舎、1999年
- ヨハン・ゴットフリート・ヘルダー『ヘルダー旅日記』九州大学出版会、2002年
- ヨハン・ゴットフリート・ヘルダー『ヘルダー民謡集』九州大学出版会、2018年
- ヨハン・ゴットフリート・ヘルダー『人類歴史哲学考』岩波文庫（全5巻）、2023年9月-2024年9月